# Lepisiota pusaensis
Lepisiota pusaensis (лат.) — вид мелких муравьёв рода Lepisiota из подсемейства Формицины.

## Распространение
Азия: Индия (Delhi: IARI, Pusa campus, 28°38ʹ18"N 77°09ʹ07"E, на высоте 219 м).

## Описание
Длина рабочих особей около 3 мм. Окраска буровато-чёрная, блестящая (скапус усика и лапки светлее). Тело двухцветное; голова, мезосома и петиоль коричневые, а брюшко чёрное (хотя у некоторых экземпляров большая часть первого сегмента брюшка желтовато-коричневая). L. pusaensis отличается от Lepisiota binghami распределением щетинок на теле, размером и окраской. У L. pusaensis задний край головы имеет 4—5 прямостоячих щетинок по сравнению с 2—3 прямостоячими щетинками у L. binghami. Мезосома L. pusaensis обильно покрыта торчащими щетинками, тогда как у L. binghami опушенность очень слабая. L. pusaensis является сравнительно более крупным (длина головы 0,58—0,59, длина груди 0,83—0,85) видом, чем L. binghami (длина головы 0,51—0,56, длина груди 0,69—0,76). Первый сегмент брюшка у L. binghami имеет цвет от желтовато-коричневого до коричневого, тогда как остальные сегменты чёрные, в то время как у большинства экземпляров L. pusaensis брюшко полностью темное. L. pusaensis отчетливо отличается от другого подобного вида L. pulchella скульптурой тела. Голова и переднеспинка L. pulchella сетчато-точечная, тогда как L. pusaensis имеет микросетчатую скульптуру. Брюшко L. pulchella полупрозрачный, тогда как у L. pusaensis блестящий. Усики состоят из 11 члеников; глаза хорошо развиты. Нижнечелюстные щупики 6-члениковые, губные щупики состоят из 4 сегментов (формула щупиков 6,4). Заднегрудь с парой проподеальных шипиков.
Колония Lepisiota pusaensis была обнаружена у основания дерева Ficus religiosa, где они устроили гнездо в почве с небольшими входными отверстиями. Рабочие медленно исследовали ствол дерева и землю вокруг своего гнезда. Видно, как рабочие собирают мёртвых сухих насекомых и относят их в гнездо. Также были замечены рабочие, ухаживающие за тлей на траве, Bothriochloa.

## Таксономия и этимология
Вид был впервые описан в 2022 году по типовым материалам из Индии. Видовой эпитет L. pusaensis дан по месту обнаружения.